# Pegomastax africana
Pegomastax africana es la única especie conocida del género extinto Pegomastax ("mandíbula fuerte")de dinosaurio neornitisquio heterodontosáurido, que vivió a principios del período Jurásico, hace aproximadamente entre 200 y 190 millones de años, entre el Hettangiense y el Sinemuriense, en lo que hoy es África.

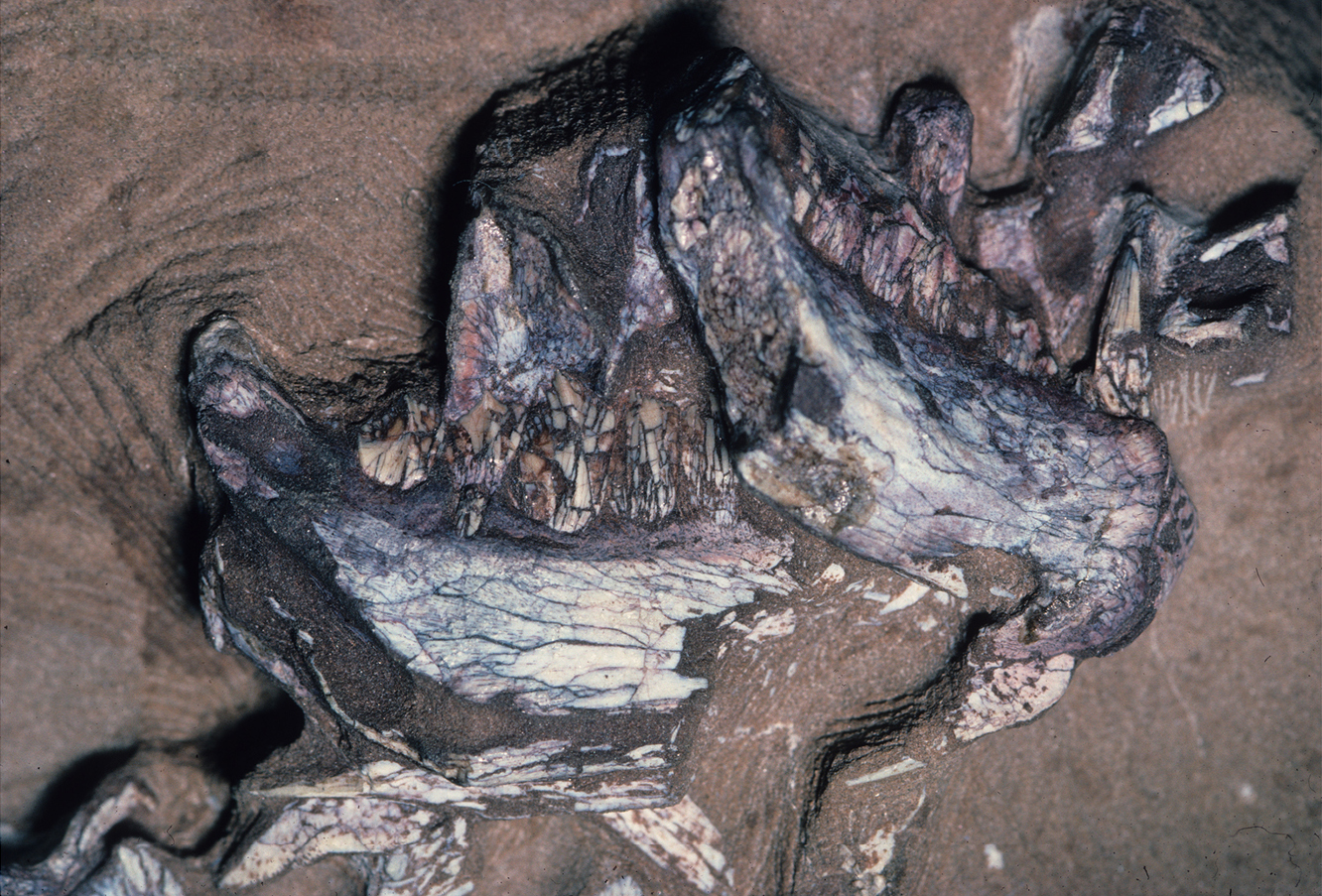
Mandíbula de SAM-PK-K10488

El holotipo, SAM-PK-K10488, es un cráneo parcial que incluye un hueso postorbital, ambos huesos de la mandíbula y un predentario. Se encontró en Voyizane, Joe Gqabi District Municipality, provincia del Cabo, en rocas de la parte superior de la Formación Elliot, que data de principios del Jurásico. Aunque encontrado en una expedición de 1966–1967, no se ha nombrado hasta  2012. La especie tipo es P. africana; si bien fue presentado en un inicio como Pegomastax africanus, el nombre de especie ha sido corregido a Pegomastax africana para cumplir con las regulaciones del Código Internacional de Nomenclatura Zoológica, dado que la palabra griega μάσταξ,  mastax, es de género femenino. Pegomastax difiere de otros heterodontosáuridos en detalles del cráneo. Desde la cabeza hasta la cola, el herbívoro parecido a un loro no medía más de 60 centímetros. Pegomastax se diferenciaba de otros heterodontosáuridos por los detalles del cráneo. La mandíbula inferior era robusta, con un pico corto. Como la mayoría de los otros heterodontosáuridos, Pegomastax tenía un diente similar a un canino agrandado al comienzo de la fila de dientes de la mandíbula inferior, que puede haber tenido una función defensiva.